# Дьячков Сергій Володимирович
Сергій Djaczkow, ros. Сергій Дяків (нар. 6 листопада 1976, Саратов) – російський шахіст, гросмейстер від 2004 року.

## Шахова кар'єра
1995 року виборов у Москві титул чемпіона Росії серед юніорів у категорії до 20 років, а в Галле виступав за національну збірну на чемпіонаті світу серед юніорів у цій же віковій категорії. 1996 року досягнув чергових успіхів: в чемпіонаті країни до 20 років посів 2-ге місце (позаду Андрія Шаріязданова), а на чемпіонаті Європи серед юніорів до 20 років у Шіофоку виборов бронзову медаль (посівши 3-тє місце позаду Андрія Шаріязданова і Лівіу-Дітера Нісіпяну). Того ж року виконав у Павлограді першу гросмейстерську норму. 1999 року переміг в Саратові, а в роках 2002 (під час командного чемпіонату Росії) і 2003 (в Алушті, де посів 3-тє місце за Ігорем Швирьовим і Олександром Євдокімовим) виконав другу і третю гросмейстерські норми. Також у 2003 році поділив 1-ше місце (разом з Дмитром Бочаровим) на чемпіонаті Росії серед студентів, який відбувся в Пермі. 2005 року переміг на турнірі за круговою системою в Саратові.
Найвищий рейтинг Ело в кар'єрі мав станом на 1 липня 2005 року, досягнувши 2585 очок займав тоді 36-те місце серед російських шахістів.